# Fronteira Argélia–Mauritânia
A fronteira entre a Mauritânia e o Mali ocupa o trecho norte, mais curto, do longo trecho quase retilíneo de fronteira que vai do extremo leste ao extremo sul da Argélia. Separa a Mauritânia da Argélia, estendendo-se por 463 km, entre duas fronteiras tríplices dos dois países com:  Mali no sudeste e Saara Ocidental no noroeste.

## Descrição
A fronteira consiste em uma única linha reta orientada a nordeste - sudeste conectando as fronteiras triplas do Saara Ocidental e do Mali. Atravessa um trecho remoto e pouco povoado do deserto do Saara.
A primeira passagem de fronteira entre os dois países foi inaugurada em 2018, embora no contexto de um agravamento da insegurança na região do Saara.